# Dave Quabius
David Louis Quabius, detto Dave (Milwaukee, 16 marzo 1916 – Brookfield, 19 giugno 1983), è stato un cestista e allenatore di pallacanestro statunitense, professionista nella NBL.

## Carriera
Giocò per quattro stagioni nella NBL, disputando complessivamente 65 partite con 4,7 punti di media.